# Сатпрем
Сатпрем (Бернар Анженже, 30 октября 1923 — 9 апреля 2007) — французский писатель, путешественник, йогин, известный прежде всего как последователь интегральной йоги Шри Ауробиндо и Матери (Мирра Альфасса), а также как писатель, наиболее полно (после самих Шри Ауробиндо и Матери) раскрывший в своих книгах суть работы и учения Шри Ауробиндо и Матери.

## Биография
Детство и юность он провел на морском побережье в Бретани, посвящая все свободное время путешествиям под парусами. Во время Второй мировой войны, в возрасте 20 лет, стал участником французского Сопротивления, был схвачен гестапо и полтора года провел в концентрационных лагерях в Бухенвальде и Маутхаузене, освобождён в 1945 г. Во время заключения испытал глубокие переживания. «Все потеряло свою ценность, не оставалось абсолютно ничего, все во мне было разрушено, разбито, уничтожено…». В этой атмосфере «непрерывного, сплошного ужаса» ему открылись «бескрайние внутренние просторы» и «сила, которая помогла выстоять».
Не ощущая «никакой реальности» во всем, что окружало его в послевоенной жизни, ни в семье, ни в работе, ни в карьере, ни в бизнесе, — «А что ещё мог предложить мне Запад?» — он отправляется путешествовать: сначала в Египет, а затем в Индию, где он некоторое время работал в качестве гражданского служащего во французской колониальной администрации Пудучерри, в Бенгальском заливе. Там он впервые увидел Шри Ауробиндо, но не остался в его ашраме, «поскольку любые стены казались мне тюрьмой». Он подал в отставку с государственной службы и отправился на поиски приключений во Французскую Гвиану, где он проводит год в бассейне Амазонки, затем отправляется в Бразилию, а оттуда — в Африку.
В 1953 году, в возрасте тридцати лет, он возвращается в Индию и становится нищенствующим саньясином, практикующим тантризм. Встреча с Матерью в корне изменила его жизнь: «Мать покорила меня». Он полностью отдается служению ей. Примерно в это же время он встречает свою спутницу — Суджату Нахар. 3 марта 1957 года Мать дает ему имя Сатпрем («истинно любящий»). Шри Ауробиндо он посвящает свою первую работу — «Шри Ауробиндо, или Путешествие сознания».
В течение девятнадцати лет он находился рядом с Матерью, став её доверенным лицом и свидетелем личных бесед, им записанных («Агенда Матери. Хроника супраментального воздействия на Землю»).
После смерти Матери в 1973 году и конфликта с администрацией (вся корреспонденция Сатпрема с 1962 по 1973 год с Матерью была конфискована) Сатпрем вместе с Суджатой ушел из Ашрама и несколько лет боролся за издание Агенды. Для этого в Париже в июле 1977 ему пришлось основать Институт Эволюционных Исследований «Савитри».
В начале 80-х годов он окончательно погружается в практику супраментальной йоги. Вплоть до 2007 года Сатпрем не поддерживал никаких социальных и общественных контактов и, следуя эволюционным путём Матери и Шри Ауробиндо, был полностью погружен в йогу клеток. В эти годы им было написано несколько книг, переводы поэмы «Савитри» и других книг Шри Ауробиндо на французский язык, а также «Заметки об Апокалипсисе» («Carnets d’un Apocalypse» — фр., «Notebooks of an Apocalypse» — анг.), представляющие собой выдержки из писем, личных дневников и заметок объёмом более 20 томов, семь из которых изданы ещё при жизни Сатпрема.
Сатпрем умер 9 апреля 2007 года в возрасте 83 лет. Его спутница, Суджата Нахар, умерла 4 мая 2007 года.